# Baruch Isaak Lipschütz
Baruch Isaak Lipschütz, auch Isidor Lipschütz, Lüpschütz, Liepschütz (27. Juli 1812 in Wronki – 18. Dezember 1877 in Berlin) war ein deutscher Rabbiner und der dritte Landesrabbiner von Mecklenburg-Schwerin.

## Leben
Baruch Isaak ben Israel Lipschütz war ein Sohn des später in Danzig wirkenden Rabbiners Israel Lipschütz. Er wurde zunächst durch Hauslehrer unterrichtet und erwarb seine Rabbinatsdiplome auf Jeschiwot in Inowrocław und Czarnków. Schon 1833 als Rabbiner in Wronki tätig, wurde er von Akiba Eger 1838 wegen seines jungen Alters suspendiert.
Er bewarb sich 1839 um das Rabbinat der neuen Gemeine in Bromberg und bereitete sich gleichzeitig privat auf die Ablegung des Abiturs vor. Er studierte orientalische Philologie an der Universität Berlin und heiratete. 1843 wurde er zum Prediger der Brüdergemeinde in Posen berufen. 1846 legte er sein Amt nieder und wechselte als Rabbiner nach Landsberg a. d. Warthe. Auch dieses Amt gab er nach einiger Zeit auf. 1848 wurde er von der kurhessischen Regierung zum Landesrabbiner in Kassel ernannt, konnte dieses Amt jedoch wegen der Revolution nicht antreten. Er nutzte diese Zeit zu orientalistischen Studien in Amsterdam und an der Universität Leiden. Am 2. August 1849 wurde er von der Universität Jena zum Dr. phil. promoviert.
Ab 1850 wirkte er als Rabbiner in Frankfurt (Oder). 1853 ernannte ihn die großherzogliche Regierung zum Landesrabbiner von Mecklenburg-Schwerin. In seiner orthodoxen Ausrichtung war er das Gegenteil seiner Vorgänger David Einhorn und Samuel Holdheim. Einer seiner ersten Amtshandlungen war die Aufhebung der von Holdheim eingeführten Reformen und die Wiedereinführung des Kol Nidre. Er vermochte es jedoch nicht, die Spannungen in der Gemeinde zu überwinden. Zu Michaelis 1858 wurde er daher entlassen. Er zog nach Hamburg, wo er als Privatgelehrter, Talmudlehrer und Prediger bei der orthodoxen Bruderschaft Etz Chaim wirkte. 1870 zog er nach Berlin.
Baruch Isaak Lipschütz war der Vater des Berliner Rabbiners Oscar Lipschütz (1847–1919).
Seine Grabstele befindet sich in der Rabbinerreihe auf dem Jüdischen Friedhof Schönhauser Allee.

## Schriften
- Tōrath Šemū’el, ein Erbauungsbuch für Israeliten an Sabbath, Festtagen und in besonderen feierlichen Momenten des Lebens. Hamburg 1867.